# Heinrich Gamm
Heinrich Juliusz Gamm (ur. 1807 r., zm. 1892 r.) – niemiecki przemysłowiec, właściciel Fabryki Mydła i Świec - H. J. Gamm, Honorowy Obywatel Bydgoszczy.

## Życiorys
Urodził się 10 czerwca 1807 r. w Bydgoszczy. Był synem Johanna Friedricha, właściciela znanej w Bydgoszczy Fabryki Mydła i Świec - J.F. Gamm oraz Florentine z domu Titzke. Jego ojciec, z zawodu mydlarz, przybył do Bydgoszczy w 1780 roku. W 1788 r. założył niewielki zakład produkcji świec i warzelnię mydła. Była ona usytuowana przy późniejszej ul. Gamma (ul. Warmińskiego). Firma posiadała własny sklep, który mieścił się w budynku starego ratusza przy Starym Rynku. W 1791 r. przeniesiono go do jednej z kamienic w rynku.
Heinrich Gamm otrzymał fabrykę w spadku w 1829 r. Po zmianie szyldu na: Fabryka Mydła i Świec - H. J. Gamm, rozwinął on firmę do tego stopnia, że uzyskała znakomitą renomę w mieście, a nawet poza jego granicami. Jej zasadniczą działalnością stał się wyrób świec lanych z łoju i wosku, których odbiorcami byli przede wszystkim mieszkańcy miasta. Zaopatrywała także miejscowe urzędy: regencję w Bydgoszczy, magistrat, sądy i pocztę.
W latach 60. XIX w. świece łojowe i z wosku, dotychczasowe źródło światła, wyparły świece produkowane ze stearyny i parafiny. Konkurencję stworzyło także zastosowanie nafty i produkcja lamp naftowych. W tej sytuacji prymat w produkcji zakładu Gamma zyskał wyrób mydła traktowany dotąd jako działalność drugoplanowa. Dotychczas wyrabiane
mydło było szare, nieutwardzone i w półpłynnej postaci przechowywane w beczkach. Podjęto produkcję nowych, lepszych jakościowo gatunków mydła. Z biegiem lat dynamicznie wzrastało jego zużycie dając pełną gwarancję zbytu wyrobów fabryki.
W 1868 r. Gamm nabył nieruchomość sąsiadującą z posiadanym już budynkiem. Obydwa domy gruntownie przebudowano, łącząc je w jeden gmach, który stał się siedzibą firmy. W postawionej nieco później oficynie znalazła miejsce mała octownia. W latach 80. XIX w. prowadzenie firmy zostało przekazane, zgodnie z tradycją, najmłodszemu synowi Friedrichowi Emilowi.
Heinrich Gamm zmarł 3 stycznia 1892 r. w Bydgoszczy. Żonaty był z Johanne Rosemunde Emilie z domu Schwabe. Miał pięcioro dzieci (trzy córki i dwóch synów, z których Friedrich Emil był radnym i radcą magistratu).

## Honorowy Obywatel Bydgoszczy
29 sierpnia 1888 r. magistrat i rada miejska Bydgoszczy nadały mu tytuł Honorowego Obywatela Bydgoszczy. Okazją do tego był obchodzony uroczyście w tym roku jubileusz 100-lecia jego fabryki.